# جيروذاوية
الجيروذاوية (الاسم العلمي: Neotomini) هي قبيلة من الحيوانات تتبع فصيلة الفأرية من رتبة القوارض  ].

## أجناس
- الجيروذ